# Doublettrack
Double Ttrack est une société spécialisée dans le développement de tandems adapté à une utilisation tout terrain.  Chaque vélo est monté à la main et réalisé sur base des mesures des cyclistes.  Les vélos sont mis au point sur le spot mythique de la toute première coupe du monde VTT qui s'est déroulée à SPA et a vu la victoire de John Tomac

## Historique
En 2007, elle met au point un tandem de compétition, le Ttonic.
En 2008, le Ttonic entre en phase de commercialisation.
En 2009, mise au point d'un tandem d'entrée de gamme pour la randonnée familiale.  Elle se tourne vers la préparation des tandems VTT de compétition.
Le 5 décembre 2009, la société met fin à ses activités commerciales.

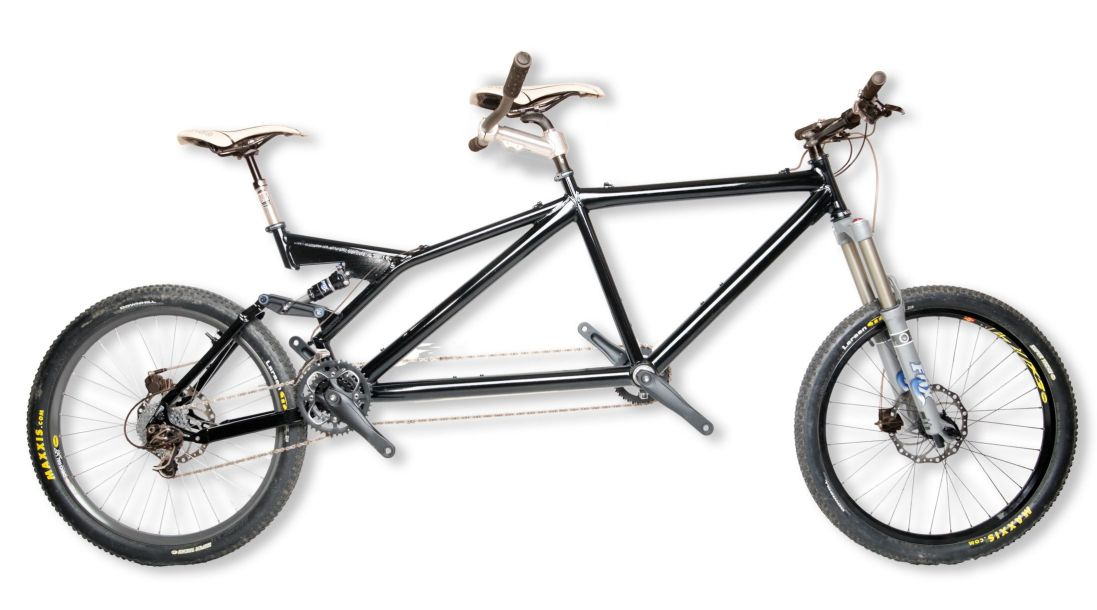
Un tandem tout terrain double suspendu moderne

## Produits phares
- Le Ttonic, tandem de randonnée sportive
- Le Tthunder, tandem double suspendu monté en XTR ou en SRAM X.0